# 미조구치 나오토키

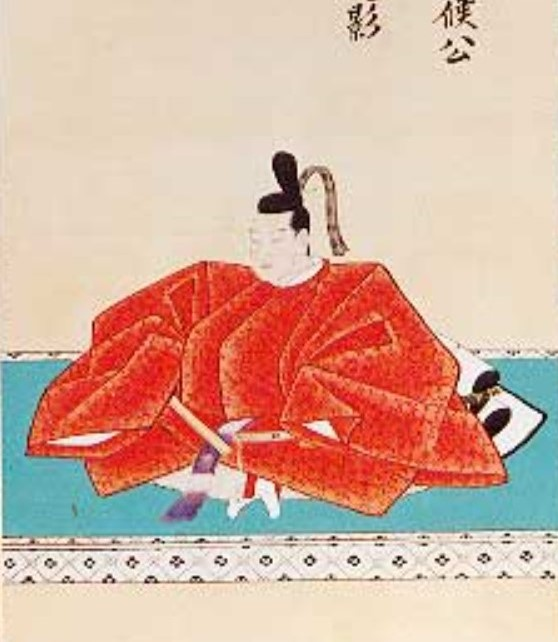
미조구치 나오토키

미조구치 나오토키(일본어: 溝口直侯, 1778년 6월 11일 ~ 1802년 9월 25일)는 일본 에도 시대의 다이묘로, 에치고 시바타번의 9대 번주이다. 어릴적 이름은 가메지로(亀次郎)이다. 원래 直侯라는 이름은 나오요시라고 읽었으나, 쇼군 세자가 이름을 도쿠가와 이에요시(徳川家慶)로 개명함에 따라 이를 기휘하여 나오요시에서 나오토키로 읽는 법을 바꾸었다. 관위는 종5위하, 이즈모노카미이다.
안에이 7년(1778년) 5월 17일 시바타 번의 8대 번주 미조구치 나오야스의 세자인 미조구치 나오노부의 맏아들로 태어났다. (『간세이 중수 제가보(寛政重修諸家譜)』에서는 안에이 원년(1772년)에 태어났다고 되어 있다. 안에이 7년에 태어났다는 서술은 시바타 번의 「어기록(御記録)」에 근거하였다.) 나오노부는 나오야스의 동생으로서 양자로 들어갔기 때문에, 나오토키는 실제로는 나오야스의 조카에 해당한다. 어머니는 고즈케국 다테바야시번주 마쓰다이라 다케치카의 딸 도모히메(侶姫)이다.
덴메이 6년(1786년), 아버지 나오노부가 가문을 계승하기 전에 사망함에 따라, 번주 나오야스의 적손(嫡孫)이 되었고, 같은해 나오야스가 은거하면서 가문을 계승하게 되었다. 당시 그는 9세였기 때문에, 나오야스가 후견인 역할을 하게 되었다. 간세이 원년(1789년), 세이료인(清涼院) 사건이 일어나 그 중재에 나섰던 인척인 노중 마쓰다이라 노부아키라가 그의 후견인이 되었다. 같은 해 에치고 국 간바라 군의 영지 중 2만 석이 무쓰국 다무라군, 나라하 군, 시노부 군 안의 지역과 교체되었다. 간세이 4년(1792년), 종5위하 이즈모노카미에 서임되었다. 교와 2년(1802년) 8월 29일, 에도에서 25세로 사망하였고, 에도 고마고메(駒込)의 기치조 사(吉祥寺)에 묻혔다. 맏아들 나오아키가 그 뒤를 이었다.
| 전임 미조구치 나오야스 | 제9대 시바타번 번주 1786년 ~ 1802년 | 후임 미조구치 나오아키 |